# (505624) 2014 GU53
(505624) 2014 GU53 est un objet transneptunien faisant partie des cubewanos, avec un diamètre estimé à environ 320 km, il pourrait être une planète naine potentielle.